# Maria Miloslavskaja
Maria Iljinitsjna Miloslavskaja (Russisch: Мария Ильинична Милославская) (Moskou, 1 april 1624 — aldaar, 18 april 1669) was van 1648 tot 1669 tsarina-gemalin van Rusland als echtgenote van tsaar Alexis I.

## Leven
Maria Miloslavskaja was een dochter van Ilja Miloslavski en Catharina Narbekova. In 1648 trouwde ze met tsaar Alexis I.
Het echtpaar kreeg dertien kinderen, van wie er vijf jong stierven: 

- Dimitri Aleksejevitsj (1648-1649)
- Evdokia (1650-1712), ongehuwd
- Martha (1652-1707), ongehuwd
- Alexei (1654-1670)
- Anna (1655-1659)
- Sofia (1657-1704), regentes van Rusland van 1682-1689
- Catherine (1658-1718), ongehuwd
- Mary (1660-1723), ongehuwd
- Fjodor III (1661–1682), tsaar van 1676–1682
- Theodosia (1662-1713) woonde in Moskou en vanaf 1708 in St. Petersburg. Ongehuwd, legde in 1698 de kloostergeloften af met de naam Susanna
- Simeon (1665-1669)
- Ivan V (1666–1696), tsaar (met Peter Ι) van 1682–1696
- Jevdoksia (1669-1669)

Enkele weken na de geboorte van Jevdoksia stierf ook Maria. In 1671 trouwde Alexis met Natalja Narysjkina, die de moeder van tsaar Peter I zou worden.